# سیارک ۲۰۲۶۱۴
سیارک ۲۰۲۶۱۴ (به انگلیسی: 202614 Kayleigh، نامگذاری:2006HD58)۲۰۲۶۱۴مین سیارک کشف شده‌است که در ۳۰ آوریل ۲۰۰۶ کشف شد.